# Русскій Народный Совет
Русскій Народный Совет — організація галицьких і буковинських москвофілів, які евакуювалися на схід з відступом російської армії 1915 року. Діяла у Києві і Ростові-на-Дону. Голова — Володимир Дудикевич, у Ростові — Іван Костецький.
Члени РНС були серед вояків Карпато-руського загону Добровольчої армії Корнілова й Денікіна.